# 凌波微步
凌波微步是曹植《洛神赋》—“休迅飞凫，飘忽若神。凌波微步，罗袜生尘。动无常则，若危若安。进止难期，若往若还。转眄流精，光润玉颜。含辞，未吐气若幽兰。华容婀娜，令我忘餐。”原意是形容洛神体态轻盈，浮动于水波之上，缓缓行走。中國古代以凌波仙子稱呼水仙花，《墉城集仙記》卷五：「洛川宓妃，宓犧氏之女也，得道爲水仙。」

## 近代作品
金庸在其作品《天龙八部》中虚构的一种上乘轻功。「凌波微步」乃是一門極上乘的武功，每一步踏出，全身行動與內力息息相關，決非單是邁步行走而。它名出于曹植《洛神赋》—“休迅飞凫，飘忽若神。凌波微步，罗袜生尘。动无常则，若危若安。进止难期，若往若还。转眄流精，光润玉颜。含辞，未吐气若幽兰。华容婀娜，令我忘餐。”原意是形容洛神体态轻盈，浮动于水波之上，缓缓行走。其中“休迅飞凫，飘忽若神”及“动无常则，若危若安。进止难期，若往若还”可作为这种武功的注解。
段譽在大理國無量山琅嬛福地給玉像磕頭後，得到逍遙派武功精要秘籍北冥神功，凌波微步位于卷轴之末，要待人練成「北冥神功」，吸人內力，自身內力已頗為深厚之後再練這一頂級武功。

## 步法
凌波微步是依照周易六十四卦的方位而演變的武功步法，步法甚怪，須得憑空轉一個身或躍前縱後、左竄右閃，方合於捲上的步法。禦敵對陣時只需按六十四卦步法行走而無需顧忌對手的存在，是一種我行我素、天馬行空的上乘功夫。另外凌波微步是以動功修習內功，腳步踏遍六十四卦一個周天，內息自然而然的也轉了下個周天，因此每走一遍，內力便有一分進益。“凌波微步”、“北冥神功”和“六脈神劍”也成為段譽三大護身武功。

## 方位
明夷→賁→既濟→家人……

→中孚→既濟→泰→蠱……

→井→訟→蠱……

→豫→觀……

→妄